# Boot camp (deporte)
El boot camp es un tipo de programa de entrenamiento físico grupal que se puede llevar a cabo en gimnasios u organizaciones o por entrenadores personales. Estos programas están diseñados para desarrollar la fuerza y el estado físico mediante una variedad de tipos de ejercicio. Las actividades y el formato pueden organizarse libremente en aspectos del entrenamiento físico utilizado en el ejército.
Los entrenamientos de boot camp se hicieron populares en los Estados Unidos a finales de la década de 1990. Los campamentos de entrenamiento físico en los que se llevaban a cabo estas actividades en forma de clases grupales de acondicionamiento físico al aire libre se popularizaron en la década de los 2000. Estos se originaron de forma independiente en Australia, Estados Unidos, Reino Unido y Canadá.

## Historia
Las fuerzas militares han enfatizado la aptitud física desde la antigüedad. En 1860 Archibald MacLaren abrió un gimnasio en la Universidad de Oxford, en Inglaterra, e instituyó un régimen de entrenamiento para el capitán Frederick Hammersley y 12 suboficiales en la universidad. Este régimen fue adoptado por el entrenamiento del Ejército Británico, que formó el Estado Mayor de la Gimnasia del Ejército en 1861 e hizo del deporte una parte importante de la vida militar. El término «boot» («bota» en inglés) proviene de los reclutas de Marina inglesa y la Armada de los Estados Unidos en la guerra hispano-estadounidense (1898) que usaban unas calcetas llamadas botas («boot» en inglés); estos reclutas fueron entrenados en estos campamentos a los que apodaron «boot camps». El entrenamiento de estilo militar se utilizó en el siglo XIX para rehabilitar a los prisioneros civiles en los Estados Unidos y para los prisioneros militares estadounidenses durante la Segunda Guerra Mundial.
El Dr. Bill Orban desarrolló los planes de ejercicios de la Real Fuerza Aérea Canadiense en 1961, un plan de acondicionamiento físico para el personal militar que vendió 23 millones de copias al público. El coronel de la Fuerza Aérea de los EE. UU. Kenneth Cooper escribió Aerobics en 1968 y una versión de mercado llamada The New Aerobics en 1979. Estas publicaciones de Orban y Cooper ayudaron a lanzar la cultura moderna del deporte. En Nueva Zelanda se emplearon campos de entrenamiento de boot camp correccionales entre 1971 y 1981, en los Estados Unidos desde 1983.
Los instructores de la Armada de los Estados Unidos grabaron un casete con un audio para entrenar llamado «Boot Camp Workout» («entrenamiento de boot camp» en español) en 1984. Se puso de moda este tipo de entrenamiento en los clubes de salud de los EE. UU. en 1998.

## Formato
El entrenamiento de boot camp suele comenzar con estiramientos dinámicos y carrera, seguido de una amplia variedad de entrenamientos por intervalos, como levantamiento de pesas, suspensión con correas o gomas de TRX, flexiones y abdominales, pliometría y varios tipos de rutinas explosivas intensas. Las sesiones suelen terminar con estiramientos de yoga. Muchos otros ejercicios que usan pesas y/o peso corporal, similares a las rutinas de CrossFit, se usan para perder grasa corporal, aumentar la eficiencia cardiovascular, aumentar la fuerza y ayudar a las personas a iniciar una rutina de ejercicio regular. Muchos programas también ofrecen consejos sobre nutrición.
Este entrenamiento se basa en clases de deporte grupales que promueven la pérdida de grasa, la camaradería y el esfuerzo en equipo. Están diseñados para ayudar a las personas a esforzarse un poco más allá de lo que normalmente se esforzarían solos en el gimnasio. El boot camp se suele organizar al aire libre en parques utilizando ejercicios de peso corporal como flexiones, sentadillas, entrenamiento en suspensión y burpees, intercalado con carreras y juegos competitivos. La idea es que todos los involucrados entrenen a su propio ritmo mientras se unen y entrenen hacia un objetivo, ya sea en parejas o en pequeños equipos de tres o cuatro.
El boot camp se suele basar en el estilo de entrenamiento militar, aunque eso ha comenzado a cambiar en los últimos años. Una ventaja del boot camp es que la dinámica del grupo ayudará a motivar a los participantes. Una tendencia creciente del boot camp es el llevarlo a cabo en ubicaciones de interiores, brindando un mejor entorno de entrenamiento para los miembros. Además, algunos entrenamientos incluyen actividades de acondicionamiento físico fuera del sitio, como carrera continua.
Hay muchos otros beneficios del boot camp, que incluye la salud mental. Se sabe desde hace mucho tiempo que el ejercicio aeróbico regular puede ayudar a reducir la presión arterial alta, la hipertensión y combatir el estrés. Parte de esto se debe a la liberación de endorfinas, que actúan como estimulantes del estado de ánimo.